# Bernd Brinkmann
Bernd Brinkmann (* 7. April 1939 in Hamburg) ist ein deutscher Rechtsmediziner.

## Leben
Brinkmann studierte Jura und Medizin in Hamburg und habilitierte sich 1972 für das Fach Rechtsmedizin.
Von 1981 bis Juli 2007 war er Direktor des Instituts für Rechtsmedizin der Westfälischen Wilhelms-Universität in Münster. Von 1990 bis zum Ende 2009 war er Coordinating Editor des International Journal of Legal Medicine.
1998 verlieh ihm die Semmelweis-Universität in Budapest die Ehrendoktorwürde, 2009 die portugiesische Universität Coimbra.
Bernd Brinkmann wurde 1991 zum Mitglied der Deutschen Akademie der Naturforscher Leopoldina Halle gewählt und war Präsident der Deutschen Gesellschaft für Rechtsmedizin (1995–2001), der International Academy of Legal Medicine (1994–2000) und der International Society of Forensic Genetics (1990–1994).
Er war bis Ende 2010 Vorsitzender der Spurenkommission und hat die GEDNAP-Ringversuche zur Qualitätssicherung in der Spurenkunde und forensischen Molekulargenetik organisiert. Auch im Bereich der Leichenschau und des Sektionswesens war und ist ihm die Etablierung nationaler und internationaler Standards ein großes Anliegen.
Seine Forschungsschwerpunkte waren u. a. die Blutalkoholforschung, Analyse von Blutspuren, der plötzliche Kindstod (SIDS), die Histo-Morphologie des Ertrinkens und der Nachweis des Erstickens.
Bernd Brinkmann gründete 2009 das Institut für Forensische Genetik in Münster, das sich mit forensischen DNA-Analysen beschäftigt und die GEDNAP-Ringversuche bis 2022 durchführte.
Auf Brinkmann basiert angeblich die Tatort-Filmfigur des "Professor Karl-Friedrich Boerne".